# Hyagnis bimaculatus
Hyagnis bimaculatus är en skalbaggsart som beskrevs av Hüdepohl 1995. Hyagnis bimaculatus ingår i släktet Hyagnis och familjen långhorningar. Inga underarter finns listade i Catalogue of Life.